# Centris nigriventris
Centris nigriventris là một loài Hymenoptera trong họ Apidae. Loài này được Burmeister mô tả khoa học năm 1876.